# Hitler – en film från Tyskland
Hitler – en film från Tyskland (tyska: Hitler, ein Film aus Deutschland) är en västtysk film från 1977 i regi av Hans-Jürgen Syberberg, om den tyske politikern och tidigare ledaren Adolf Hitler. Filmen är en blandning av dramatisering, essä och dokumentation. Den använder skilda tekniker som skådespelare, dockor, pappfigurer med mera, och skådespelarna återanvänds i flera roller. Filmen är i fyra delar med en sammanlagd speltid på över sju timmar.
Hitler – en film från Tyskland räknas som den avslutande delen i Syberbergs "tyska trilogi", efter Ludvig - rekviem för en jungfrukonung från 1972, om Ludvig II av Bayern, och Karl May från 1974, om författaren Karl May.

## Handling
Filmen är indelad i fyra delar:
1. Der Graal, om Hitlers personkult i tysk propaganda
2. Ein deutscher Traum ("En tysk dröm"), om det tyska kulturarv som propagandan utgick från
3. Das Ende eines Wintermärchens ("Slutet på en vintersaga"), om Förintelsen och dess ideologiska förankring, främst från Heinrich Himmlers perspektiv
4. Wir Kinder der Hölle ("Vi helvetets barn"), recitation av några scener som inte filmades, samt om Hitlers eftermäle i det tyska sinnet och landets kultur, och hur Nationalsocialistiska tyska arbetarepartiets arv används som turistnäring

## Medverkande
- Rainer von Artenfels
- Harry Baer
- Johannes Buzalski
- Alfred Edel
- André Heller
- Peter Kern
- Hellmut Lange
- Peter Lühr
- Peter Moland
- Heinz Schubert

## Tillkomst
Filmen var en samproduktion mellan tyska bolag och brittiska BBC. Hela inspelningen skedde på 20 dagar, med start 25 februari 1977.

## Visningar
Världspremiären ägde rum i London 21 november 1977. Filmen visades i avdelningen Un certain regard vid filmfestivalen i Cannes 1978. När filmen visades i Paris i juni samma år bombhotades visningen, och säkerhetsåtgärder fick vidtas. Sedan 2003 finns filmen för gratis nedladdning på regissörens hemsida, i tysk- och engelskspråkiga versioner.